# دین (تگزاس)
دین، تگزاس (به انگلیسی: Dean, Texas) یک شهر در ایالات متحده آمریکا با جمعیت ۳۴۱ نفر است که در تگزاس واقع شده‌است.

## موقعیت جغرافیایی
موقعیت جغرافیایی شهرها و مناطق اطراف به شرح زیر است: